# Освајачи
Освајачи су српска и југословенска музичка група из Крагујевца. Жанровски се најчешће сврстава у хард рок, хеви метал и глам метал.

## Историја
Групу су 1990. године основали певач Звонко Пантовић Чипи, гитариста Драган Урошевић, бас-гитариста Саша Поповић и бубњар Миша Раца. У рад Освајача био је укључен и клавијатуриста Лаза Ристовски, који је био задужен за продукцију, али је повремено и наступао са групом. У време настанка другог албума дошло је до промена у постави — Поповића је заменио Дејан Дачовић, док је Небојша Јаковљевић дошао на место клавијатуристе. На своја прва два албума, Крв и лед (из 1991. године) и Сам (из 1995. године), Освајачи су се представили глам метал звуком, а највећи успех постигли су баладама Можда небо зна и С ким чекаш дан. После објављивања компилације 1991—1995, група је 1997. године престала са радом. Миша Раца се повукао из музике због проблема са дрогом. После снимања песме Вино црвено са групом Први чин, Пантовић је основао бенд All Stars Osvajači, коме се убрзо прикључио и Јаковљевић.
Освајачи су наставили рад 1999. године, али у новој постави, коју су, поред Урошевића и Поповића (који је тада свирао ритам-гитару), чинили певач Ненад Јовановић, басиста Саша Марковић и бубњар Ненад Бранковић. Исте године објавили су промо сингл са песмама Само ти и Минут ћутања. Наредне године издали су и албум Врелина, на коме се налази и обрада песме Rainbow Eyes групе Rainbow (у препеву названа Трагови). Освајачи су се поново разишли већ те 2000. године, а Јовановић се 2003. прикључио хард рок групи Стратус.
Пантовић и Урошевић су 2005. године поново окупили Освајаче. Поред још једног првобитног члана групе, клавијатуристе Небојше Јаковљевића, остатак поставе чинили су басиста Микица Здравковић и бубњар Дејан Николић.
Слушаоци Радио Београда 202 су у лето 2011. године, у оквиру емисије ПГП на 202, песму Маска изабрали за једну од 60 најбољих нумера које је ПГП РТБ/ПГП РТС објавио током првих шест деценија постојања. Песма Можда небо зна нашла се на 68. месту топ-листе 100 најбољих југословенских рок балада, коју је 2016. године приредио Балканрок.

## Чланови

### Садашњи
- Звонко Пантовић Чипи [а] — вокал
- Небојша Јаковљевић [б] — клавијатуре
- Душан Симовић — гитара
- Дејан Илић Цвика [в] — бас-гитара
- Бранко Стиковић — гитара
- Никола Баошић [г] — бубањ

### Бивши
- Саша Поповић — бас-гитара, гитара
- Миша Раца — бубањ (прем. 2024)[10][11]
- Драган Урошевић — гитара
- Дејан Дачовић — бас-гитара
- Саша Марковић [д] — бас-гитара
- Ненад Бранковић — бубањ
- Ненад Јовановић [ђ] — вокал
- Микица Здравковић — бас-гитара (прем. 2020)[14]
- Дејан Николић [е] — бубањ
- Дејан Пејовић — бас-гитара
- Бане Јелић [ж] — гитара
- Емир Хот — гитара

## Дискографија

### Студијски албуми
- Крв и лед (1991)
- Сам (1995)
- Врелина (2000)
- Сад је на мене ред (2015)
- Плава крв (Iceland Session) (са Девитом) (2025)

### Концертни албуми
- (2022)

### Компилације
- 1991—1995 (1996)

## Учешћа на фестивалима
- 2001 — Подгорица, с песмом Остани[16]
- 2019 — Беовизија, с песмом Вода и пламен[17]